# John White (Schauspieler)
John White (* 10. Juni 1981 in Toronto) ist ein kanadischer Schauspieler.

## Karriere
Er ist für seine Rolle als Bo in der kanadischen Detektivkinderserie Shirley Holmes (1996–2000) bekannt. In den Direct-to-Video-Fortsetzungen zu American Pie: American Pie präsentiert: Nackte Tatsachen (2006) und American Pie präsentiert: Die College-Clique (2007) verkörpert er Erik Stifler.
White hat einen Bruder und zwei Schwestern.

## Filmografie (Auswahl)
- 1994: Blauvogel (Bluehawk; Fernsehminiserie)
- 1994: Grusel, Grauen, Gänsehaut (Are You Afraid of the Dark?; Fernsehserie)
- 1994: Der Zauberschulbus (The Magic School Bus, Fernsehserie)
- 1994: The Mighty Jungle (Fernsehserie)
- 1995: Johnny & Clyde – Eine haarige Freundschaft
- 1995: Kung Fu – Im Zeichen des Drachen (Kung Fu: The Legend Continues; Fernsehserie)
- 1995: Töte oder stirb! (Tails You Live, Heads You're Dead)
- 1995–1996: Gänsehaut – Die Stunde der Geister (Goosebumps; Fernsehserie)
- 1996: Die Legende von Gatorface (The Legend of Gator Face)
- 1996–2000: Die Fälle der Shirley Holmes (The Adventures of Shirley Holmes; Fernsehserie)
- 1998: Der Macher – Im Sumpf der Korruption (The Fixer)
- 2000: Real Kids, Real Adventures (Fernsehserie)
- 2001: Haven
- 2001: After the Harvest
- 2002: Undressed – Wer mit wem? (Fernsehserie)
- 2003: Friday Night
- 2003: Fast Food High
- 2003: How to Deal
- 2003: Tarzan (Fernsehserie)
- 2004: She's Too Young
- 2004: Der Chaos-Ball – Ein Date auf Umwegen (Prom Queen: The Marc Hall Story)
- 2006: American Pie präsentiert: Nackte Tatsachen (American Pie Presents: The Naked Mile)
- 2007: American Pie präsentiert: Die College-Clique (American Pie Presents Beta House)
- 2009: Castle (Fernsehserie) Gastrolle Staffel 1 Episode 4 (Die Hölle kennt keine Wut)
- 2011: Die Kennedeys (Fernsehserie, 1 Episode)